# Peter Schnohr
Peter Schnohr (født 10. juni 1941 i København) er en tidligere dansk atlet, nu idrætsleder og læge.
Schnohr tog 1968 lægevidenskabelig embedseksamen fra Københavns Universitet. Han blev 1980 speciallæge i intern medicin og 1984 speciallæge i hjertesygdomme. Han drev egen klinik i København fra 1980 og sidder i ledelsen af Østerbroundersøgelsen siden 1976. Han tog sin doktordisputats 2009 med materiale baseret på undersøgelsen.
Schnohr var sammen med Svend Carlsen, Richard Larsen og Erling Krøll 1969 initiativtager til Eremitageløbet og er stadig med i løbsledelsen.[kilde mangler]
Schnohr var i sin ungdom en habil sprinter i Københavns IF. Han nåede aldrig nogen individuelle medaljer ved DM, men var med til at vinde Danmarksturneringen (Det danske holdmesterskab) 1960 og 1961. I 1970 løb han maraton på 3:18,02.
Peter Schnohr er gift og har to døtre og en søn. Hans mellemste datter er Christina Schnohr, der har vundet 36 danske seniormesterskaber i atletik 1991-2003 i bl.a. sprint.

## Personlige rekorder
- 100 meter: 11,0 1960 i Holbæk
- 200 meter: 23.1 1960
- 300 meter: 37.9 1962

## Danske mesterskaber
- Guld 1961 Danmarksturneringen
- Guld 1960 Danmarksturneringen

 Der er for få eller ingen kildehenvisninger i denne artikel, hvilket er et problem. Du kan hjælpe ved at angive troværdige kilder til de påstande, som fremføres i artiklen.

|  | Artiklen om Peter Schnohr kan blive bedre, hvis der indsættes et (bedre) billede Du kan hjælpe ved at afsøge Wikimedia Commons for et passende billede eller uploade et godt billede til Wikimedia Commons iht. de tilladte licenser og indsætte det i artiklen. |

| Atletikudøver | Spire Denne biografi om en dansk atletikudøver er en spire som bør udbygges. Du er velkommen til at hjælpe Wikipedia ved at udvide den. |